# Distikstofmonoxide
Distikstof(mono)oxide, voorheen stikstofoxidule, triviale naam lachgas,  is een anorganische verbinding van stikstof en zuurstof met als brutoformule N2O. Lachgas kent binnen de moderne wetenschap en techniek vele toepassingen: het is een anesthetisch gas, dat wordt gebruikt bij verdovingen, maar het wordt ook gebruikt in verbrandingsmotoren om het motorvermogen te verhogen. In de atmosfeer is lachgas een krachtig broeikasgas.

## Geschiedenis
Het gas werd in 1776 ontdekt, maar het duurde nog twintig jaar voordat sir Humphry Davy ermee ging experimenteren. Hij was medewerker van het Pneumatic Institute in Bristol, waar men het therapeutische gebruik van gassen onderzocht.
Al snel werd lachgas populair in Engelse artistieke kringen. Niet alleen de dichter Samuel Taylor Coleridge genoot ervan, ook de uitvinder James Watt was een enthousiaste gebruiker. In de loop van de negentiende eeuw werd lachgas een attractie op de kermis. Giechelende toeschouwers keken toe hoe anderen in een roes kwamen van het gas, of omvielen en buiten westen raakten. Deze vorm van vermaak verdween weer, maar het gebruik bij kleine operaties in ziekenhuizen en bij tandartsen werd zeer algemeen.

## Belangrijke eigenschappen en toepassingen
Onder standaardomstandigheden
is lachgas een kleurloos, chemisch inert, gas met een licht zoete smaak en geur, maar onder hoge druk in een raketmotor of een straalmotor is lachgas een krachtige oxidator en kan daar de verbranding van raketbrandstoffen versterken en/of gewone verbrandingsmotoren.

### Kritische waarden en veiligheid
Uit het fasediagram van lachgas is af te lezen dat lachgas een kritische temperatuur en kritische druk kent van ongeveer 309,56 K en 72,45 bar. Omdat de kritische temperatuur ruim 36 K boven het vriespunt van water ligt kan onder alle omstandigheden door verpleegkundigen en artsen in een medisch laboratorium veilig met gascilinders met lachgas gewerkt worden. Bij een druk van rond de 1,0 bar komt het kookpunt van lachgas rond de 185 K (−88 °C) te liggen. Een zwaar beschadigde, gescheurde of lek geraakte lachgascilinder zal nadat er een lek is ontstaan, snel afkoelen. Na het afkoelen zal veel minder lachgas uit de lekke cilinder weglekken.

### Bereidingswijzen en productie
Lachgas kan in het laboratorium worden gemaakt door verwarming van ammoniumnitraat in een vuurvaste reageerbuis voorzien van een gasopvangsysteem. Eerst komt daarbij ammoniakgas en waterstofnitraat vrij, maar door opvang onder water ontstaat door waterverdringing lachgas.
{\displaystyle {\ce {NH4NO3 -> NH3 + HNO3 -> N2O + 2 H2O}}}
Lachgas kan ook op verschillende andere wijzen bereid worden, bijvoorbeeld uit ontleding van nitraten of van hyposalpeterigzuur:
{\displaystyle {\ce {H2N2O2 -> N2O + H2O}}}

### Narcose
Bij inademing van lachgas ontstaat door een daling van de partiële zuurstofdruk hypoxie in het bloed, de longen en de hersenen, waardoor een bewustzijnsdaling optreedt die enigszins lijkt op dronkenschap. Bergbeklimmers ervaren ongeveer dezelfde verschijnselen wanneer ze een grote hoogte bereikt hebben.

### Moleculaire en iso-elektronische structuren
Het gas bestaat uit lineaire N-N-O-moleculen, die iso-elektronisch zijn met CO2-moleculen en met NO2+- en N3−-ionen.
Bij hogere temperaturen (±300 °C) kan lachgas via verschillende exotherme processen in stikstof en zuurstof ontleden:
{\displaystyle {\ce {2 N2O -> 2 N2 + O2}}}
Het wordt toegepast om aziden te maken volgens:
{\displaystyle {\ce {NaNH2 + N2O -> NaN3 + H2O}}}

### Drijfgassen en voedingsmiddelen
Ook wordt het toegepast als drijfgas in spuitroom omdat het vrij goed in vetten oplosbaar is, vooral onder hogere drukken. Bij het uittreden uit de spuitbus komt het gas weer uit de oplossing en werkt als blaasmiddel. Het wordt dan aangeduid met E942.
Distikstofoxide is ook een oxidatiemiddel waarmee een alkeen geoxideerd kan worden tot een carbonylverbinding (een keton of een aldehyde). Zo kan men cyclopenteen of cyclohexeen omzetten in cyclopentanon of cyclohexanon zonder gebruik te maken van een katalysator. N2O reageert met de dubbele binding, staat zijn zuurstofatoom af aan de onverzadigde koolwaterstof en distikstof komt vrij.

## Medisch en recreatief gebruik
Lachgas wordt al ruim 200 jaar in de medische wereld gebruikt. Het kan gebruikt worden voor zowel sedatie als ook voor algehele anesthesie (narcose). Behalve slaap (hypnosis) geeft lachgas ook pijnstilling (analgesie). In de moderne anesthesiologie wordt lachgas altijd in combinatie met zuurstof en vrijwel altijd in combinatie met andere narcosemiddelen gebruikt. Het gebruik neemt in Nederland af door de opvolging van nieuwere dampen zoals desfluraan en sevofluraan en door de introductie van intraveneuze anesthetica met name propofol (diprivan).
Lachgas hoort bij de dampvormige anesthetica, net als bijvoorbeeld ether, cyclopropaan, chloroform, halothaan, enfluraan, sevofluraan en desfluraan. De MAC-waarde van lachgas is 101%. De MAC-waarde is gedefinieerd als de minimale alveolaire concentratie waarbij 50% van de proefpersonen niet meer reageert op een gestandaardiseerde chirurgische prikkel. Daarmee is lachgas een van de minst potente dampen.

### Werking
De exacte werking waardoor bij dampvormige anesthetica anesthesie ontstaat is nog niet geheel bekend. Het werkt als een anestheticum en geeft een toestand van diepe slaap, ook wel narcose of algehele anesthesie genoemd. Het geeft tevens pijnstilling (analgesie), werkt anxiolytisch (angstverminderend) en een minimale verslapping (spierrelaxatie). Lachgas wordt als analgeticum gebruikt buiten het ziekenhuis in de vorm van entonox (een mengsel van 50% zuurstof en 50% lachgas). Een voorbeeld hiervan is pijnstilling in de ambulance. Ook binnen de tandheelkunde wordt lachgas toegepast vanwege de pijnstillende en angstverminderende werking. Dit gebeurt volgens de zogeheten "titratiemethode", waarbij de optimale verhouding tussen lachgas en zuurstof per patiënt individueel bepaald wordt. In het ziekenhuis wordt hier en daar lachgas nog toegepast buiten de operatiekamer bijvoorbeeld in verloskamers en op de afdeling spoedeisende hulp.

### Bijwerkingen bij medische toepassing
Lachgas geeft in tegenstelling tot de andere dampvormige anesthetica geen maligne hyperthermie bij gevoelige personen. Lachgas heeft minimale bijwerkingen op de circulatie (zoals lage bloeddruk) en op de ventilatie (ademhalingsdemping). Een zeer snelle verspreiding in gasbevattende holtes is mogelijk, wat bij ontwaken kans op zuurstofgebrek geeft door verdringing van zuurstof in de longblaasjes (diffusiehypoxie). In dit geval moet eerst het lachgas verwijderd worden voordat zuurstof succesvol toegediend kan worden. Daarnaast is lachgas gecontraïndiceerd bij operaties aan het middenoor en bij darmoperaties (met name een totale afsluiting: ileus). Tevens is er gevaar van het geven van lachgas bij een pneumothorax (klaplong). Langdurige blootstelling kan beenmergdepressie veroorzaken (soms geeft men hiertegen extra foliumzuur). Lachgas is teratogeen, waardoor de toepassing ervan tijdens zwangerschap afgeraden wordt. Goede afzuigapparatuur (zoals op de operatiekamer) is noodzakelijk. Lachgas is zelf niet brandbaar, maar onderhoudt wel de verbranding: een brandende houtspaan die in lachgas wordt gehouden brandt door doordat het lachgas bij hoge temperaturen ontleedt in stikstof en zuurstof. Dit kan een risico op brand en verbranding vormen als lachgas zich onder operatielakens ophoopt en er met ontstekingsbronnen (zoals elektrocauters) gewerkt wordt. Lachgas heeft een negatieve werking op de neuronenverbindingen in de hersenen.
Alle bijwerkingen van lachgas worden waarschijnlijk veroorzaakt door vitamine B12 deficiëntie en door een gebrek aan methionine.

#### Invloed op vitamine B12-status
Lachgas zet de actieve (gereduceerde) vorm van vitamine B12 om in een onwerkzame analoog door een sterk oxiderende werking op kobalt. Deze vorm van vitamine B12 is niet meer in staat tot activatie van het enzym methioninesynthase, een sleutelenzym in de methionine- en foliumzuurstofwisseling, maar vernielt ook een deel van dit enzym (de SAM-binding unit) ref: Drummond, Matthews., waardoor onder andere hyperhomocysteïnemie en de neurologische gevolgen van vitamine B12-deficiëntie veroorzaakt worden.
Lachgas wordt wel gebruikt bij dierproeven om dieren een B12-gebrek te bezorgen. Ook bij mensen is het in staat om een vitamine B12-deficiëntie te veroorzaken, vooral bij mensen met een marginale vitamine B12-reserve. Bij psychische stoornissen samenhangend met een geschiedenis van lachgasmisbruik of -blootstelling moet er altijd rekening mee worden gehouden dat deze veroorzaakt worden door een tekort aan vitamine B12.

### Risico's bij medisch gebruik
Het risico bij medisch gebruik is vaak afhankelijk van het soort ingreep maar over het algemeen zeer veilig.
Oude en reeds lang niet meer toegepaste medische handelingen (langere dosering van 100% lachgas zonder zuurstof) hebben lachgas een slechte naam gegeven, maar het wordt toch al twee eeuwen succesvol gebruikt in de medische wereld.
Bij lichte dosering (tot 50%) van lachgas treedt sedatie op. Bij hogere dosering is het sedatief effect sterker. Het uitvoeren van een operatie onder N2O-anesthesie is niet mogelijk, daar de analgetische (pijnstillende) werking van dit gas te zwak is.
Bij doseringen van 100% lachgas kan er een tekort aan zuurstof (diffusiehypoxie) ontstaan. Dit zuurstoftekort kan de werking van de hersenen beïnvloeden, waardoor duizelingen, hoofdpijn, evenwichtsstoornissen en dergelijk kunnen optreden. Zuurstoftekort is ook erg gevaarlijk voor zwangere vrouwen, omdat het een miskraam en geboorteafwijkingen kan veroorzaken.
Lachgas heeft een teratogeen effect en kan daarnaast ook een effect op zaad- en eicellen hebben. Hierom wordt het gebruik van lachgas ook afgeraden wanneer een van de aanwezigen, zowel de patiënt als leden van het behandelend team, op korte termijn een kinderwens hebben.
Echter, over het algemeen zijn de risico's bij medisch gebruik gering, mits incidenteel gebruikt. Bij langdurig en regelmatig gebruik kunnen onder meer neurologische effecten, lijkend op parkinson-symptomen, optreden, waarschijnlijk door de neurologische effecten van de door lachgas geïnduceerde vitamine B12-deficiëntie.

### Risico's bij recreatief gebruik

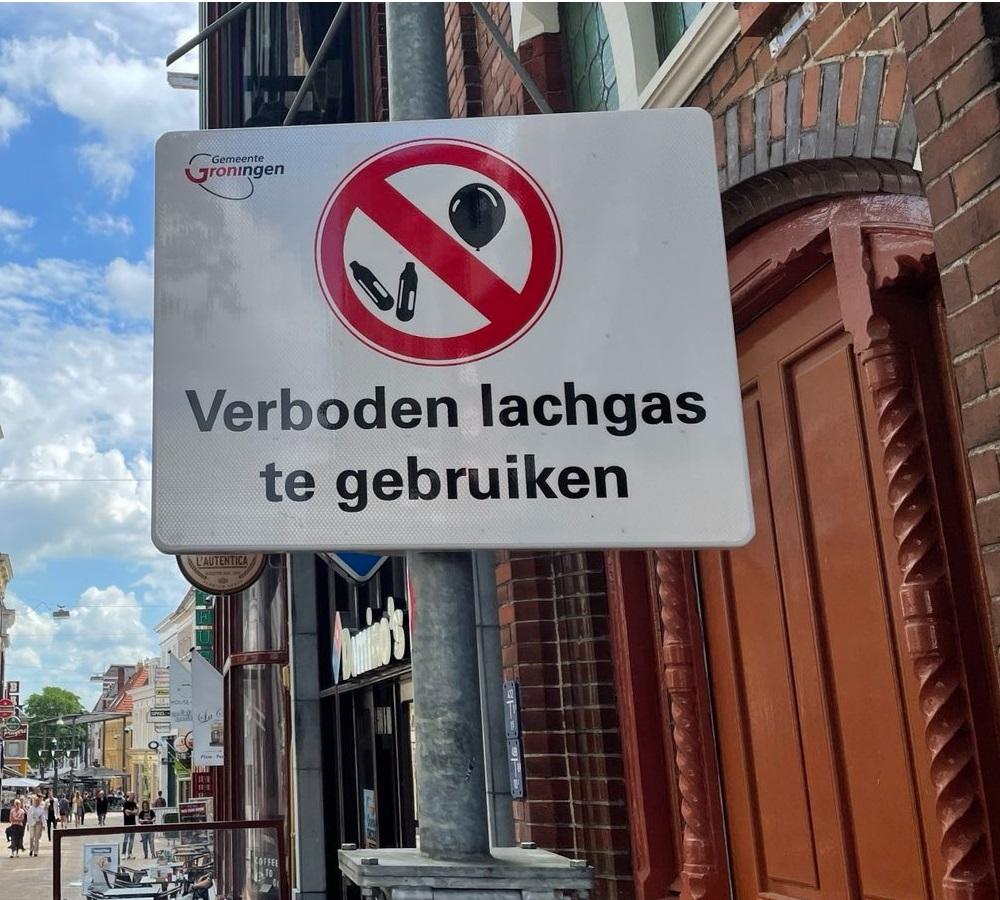
Verbod gebruik lachgas in het uitgaansgebied van Groningen, de Poelestraat

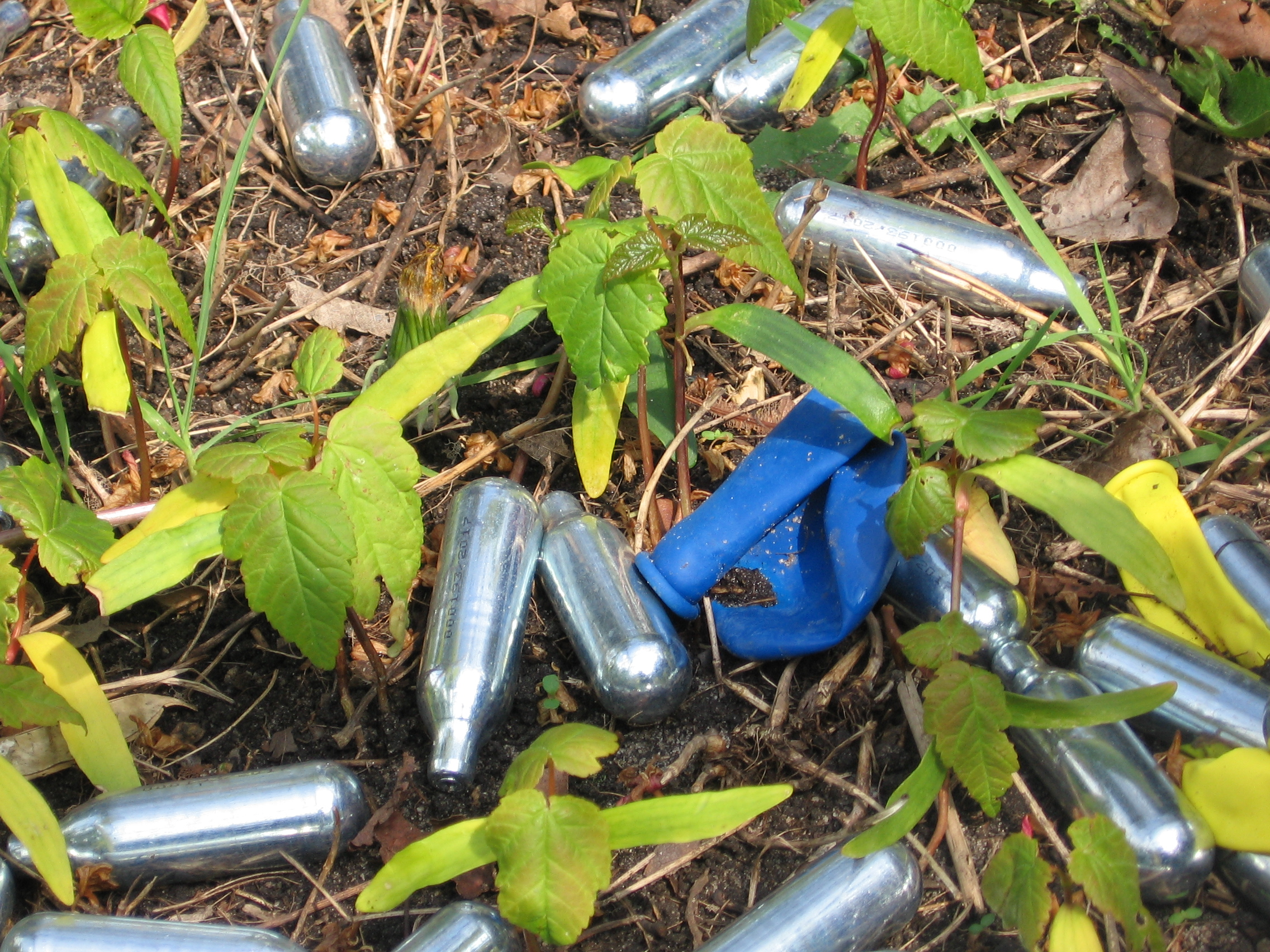
Lachgaspatronen achtergebleven na recreatief gebruik bij een school.

Het gas veroorzaakt het gevoel buiten de werkelijkheid te staan, gevoel van extreme vreugde, duizeligheid en vervorming in geluid (geluid krijgt een echo/wah-wah effect, of de gebruiker hoort een zoemend geluid).
Tijdens sedatie kan onoplettendheid optreden waardoor deelname aan het verkeer erg gevaarlijk is. Echter, lachgas verlaat het lichaam zeer snel dus zodra de inname wordt gestopt verdwijnt dit effect binnen 5 minuten. Meestal is het effect na één minuut al uitgewerkt.
Na dit gas veel te inhaleren blijft er een zweverig tintelend gevoel in het lichaam.
Bij (met name veelvuldig, maar ook bij groter éénmalig) recreatief gebruik bestaat het risico van vitamine B12-deficiëntie, vaak met neurologische symptomen, waaronder tintelingen in de ledematen en verlamming.
Chronisch overmatig recreatief gebruik kan leiden tot (gedeeltelijke) dwarslaesies, waardoor de gebruiker in zijn verdere leven een rolstoel moet gebruiken.
Over het algemeen is amusementsgebruik niet onveiliger dan medisch gebruik, dit omdat het gas meestal door een ballon geïnhaleerd wordt. Zodra de gebruiker dreigt het bewustzijn te verliezen, zal de ballon wegvliegen en krijgt de gebruiker weer zuurstof.
Het toedienen van lachgas met een mondstuk (op "medische wijze") kan, als dit niet secuur gebeurt, wel een risico betekenen. Zodra de gebruiker het bewustzijn verliest valt een mondkapje niet direct af en kan er zuurstoftekort optreden.
Het met lachgas vullen van ballonnen met de tank tussen de benen geklemd, terwijl men onder de invloed is van lachgas, kan ernstige bevriezing veroorzaken, doordat verdamping warmte onttrekt aan het vloeibare gas en men door de invloed van het lachgas de kou en pijn niet voelt.

### Verkeersonveiligheid
Lachgas heeft een sterk negatief effect op de rijprestaties. Het zorgt jaarlijks in Nederland voor tientallen extra doden en honderden gewonden in het verkeer. Het rijden onder invloed van een middel dat de rijvaardigheid beïnvloedt is strafbaar, maar het gebruik van lachgas is nog niet uit adem- of bloedtest te detecteren. Het plaatsen op de narcoticalijst in Nederland per 1 januari 2023 maakte de handhaving wel gemakkelijker.

### Dosering
Lachgas wordt via een pijpleiding of lachgasfles toegevoegd aan het zuurstof/luchtmengsel, waaraan nog een ander dampvormig anestheticum wordt toegevoegd. Hiermee wordt een patiënt dan beademd. De dosering wordt uitgedrukt in een percentage. Meestal wordt bij volwassenen tussen de 60 en 70% gebruikt tijdens de narcose (ongeveer 0,6 maal de MAC-waarde). Lachgas is niet prikkelend en kan vanwege de zwakke potentie niet gebruikt worden om iemand met een kap onder narcose te brengen. Voor elk dampvormig anestheticum is er een MAC-waarde vastgesteld zodat de sterkte onderling te vergelijken is.

## Lachgas als oxidator in motoren

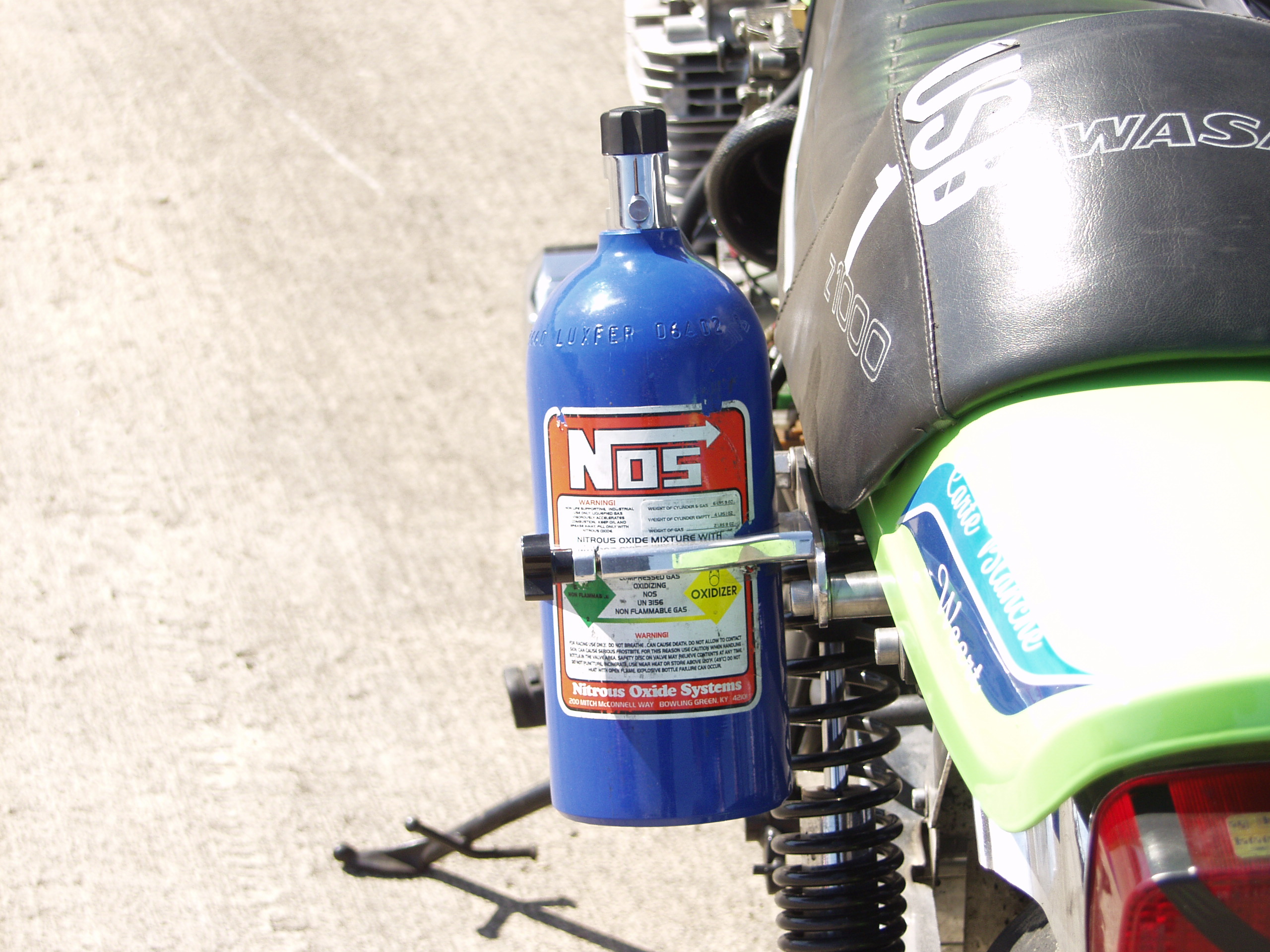
Lachgascilinder op een motorfiets die in een dragrace wordt gebruikt.

In het begin van de Tweede Wereldoorlog werd door de Duitse vliegtuigindustrie ontdekt dat door toevoegen van lachgas in de verbrandingskamers van een interne verbrandingsmotor, het vermogen van de motor kon worden verhoogd. Duizenden Duitse gevechts- en verkenningsvliegtuigen waren uitgerust met het zo genoemde ‘GM-1’-systeem, dat lachgas toevoegde aan de inlaat van de motor om zo de lagere luchtdichtheid en zuurstofarmoede op grote hoogten te compenseren. Ook de Britse luchtmacht (Royal Air Force) gebruikte vliegtuigmotoren met een door lachgas verhoogd prestatievermogen.
Bij een temperatuur van 296 °C ontbindt lachgas via exotherme processen in stikstof en zuurstof. Wanneer het wordt toegevoegd in het inlaatspruitstuk van de motor, wordt het de verbrandingskamer ingezogen. Wanneer vervolgens de temperatuur tijdens de compressiefase een hoogte van 296 °C bereikt, zal een zeer zuurstofrijke mix ontstaan. Als tijdens de inspuiting van het gas extra brandstof wordt toegevoerd, ontstaat het effect van een supercharger, dit wil zeggen een grotere compressieverhouding in de motor. Lachgasinstallaties in auto's werken zoals de naverbrander van een straaljager, en worden gebruikt voor een korte periode van verhoogd vermogen van zo'n 25 tot 35%.
Lachgas voor voertuigen heet ook wel nitro, afkomstig van het Engelse woord nitrous. In de Verenigde Staten gebruikt men vaak de term NOS, dat staat voor Nitrous Oxide System. Men gebruikt deze term vaak omdat de meeste mensen dit zien als standaard nitro voor voertuigen.
Dit gebruik van de term "nitro" moet niet verward worden met de nitromethaan die als "Top-Fuel" brandstof gebruikt wordt in dragraces.

## Milieu

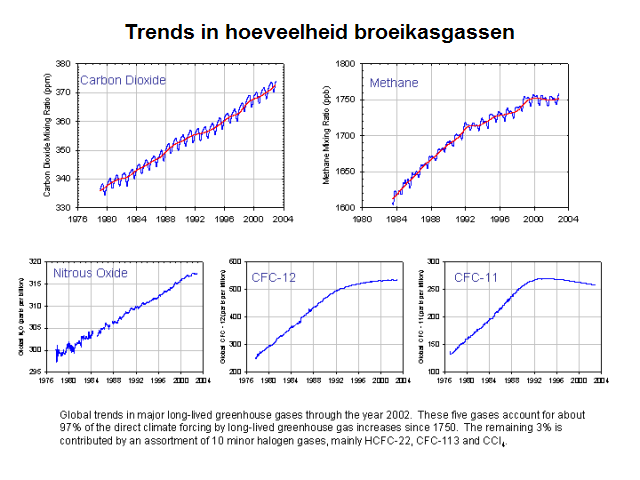
Lachgas als broeikasgas

Lachgas is een zeer krachtig broeikasgas. Deze broeikaswerking is circa 273 maal groter dan die van koolstofdioxide. In het algemeen is de uitstoot van lachgas relatief beperkt, ook op wereldschaal. Het kan echter tot anderhalve eeuw duren voordat het afgebroken is. Daarom wordt het ook tot de belangrijkste broeikasgassen gerekend, waarbij het tot 7% van het broeikaseffect verklaart. Het gebruik van lachgas in spuitroom zou ook om die redenen verboden kunnen worden. Ook is er toenemende aandacht voor het negatieve effect op de ozonlaag.
De belangrijkste bronnen van lachgas zijn de landbouw (33,5%) (met name het gebruik van mest en kunstmest; lachgas komt ook vrij door het scheuren (omploegen) van grasland), de chemische industrie (38,2%), bijvoorbeeld bij de productie van nylon, verbranding van fossiele brandstoffen (28%) en afvalverbranding (11%).
Op 22 mei 2019 kwam naar buiten dat Nederland jarenlang veel meer lachgas had uitgestoten dan gemeld. Het betreft de fabriek van het chemische bedrijf Anqore.

#### Landbouw
De ecoloog Steven Hall (Iowa State University) en zijn team bepleitten om bij maatregelen gericht op het terugdringen van de kooldioxide-uitstoot door de bodem ook de lachgasproductie ervan erbij te betrekken. En ook om voor nieuwe, efficiëntere methoden van bemesting te kiezen (bijvoorbeeld Biochar). Ook een voldoende bodemdrainage is belangrijk. Een te vochtige bodem produceert meer lachgas.

## Verbod in Nederland
In augustus 2019 werd duidelijk dat een wettelijke basis ontbrak voor een verbod op lachgas. Daarom zou een gemeentelijke aanpak de enige mogelijkheid wezen om misbruik als partydrug te bestrijden. 

In juli 2019 was inmiddels door de gemeente Utrecht besloten het bezit en het gebruik van lachgas op sommige locaties in de stad te willen gaan verbieden. De gemeenteraad stemde met deze maatregel in.
In oktober 2019 besloot de gemeente Arnhem de verkoop van lachgas niet alleen op straat, maar ook in de horeca te verbieden op grond van een bepaling uit de Wet Milieubeheer. Ook in andere Nederlandse gemeenten kwamen geluiden op die daarvan navolging bepleitten.
In Nederland bestaan sinds 1 januari 2023 regels tegen recreatief gebruik van lachgas. Dit is gedaan door een wijziging van Lijst II van de Opiumwet.

## Verbod in België
In België is de verkoop van lachgaspatronen aan minderjarigen nationaal verboden sinds 5 maart 2021.
Eind 2023 werd aangekondigd dat lachgas in de drugswet komt, met een algemeen verbod in België op de verkoop en het gebruik van lachgas, met uitzondering van medische en culinaire toepassingen.